# Hadano (Kanagawa)
Hadano (japonsky:秦野市 Hadano-ši) je japonské město v prefektuře Kanagawa na ostrově Honšú. Žije zde přes 160 tisíc obyvatel. V okolí města se hojně pěstuje tabák a zelený čaj.

## Partnerská města
- General Santos, Filipíny

- Pasadena, Texas, Spojené státy americké

- Pchadžu, Jižní Korea